# Whitmoreíta
La whitmoreíta es un mineral de la clase de los minerales fosfatos, y dentro de esta pertenece al llamado “grupo de la arthurita”. Fue descubierta en una mina en el condado de Grafton, en el estado de Nuevo Hampshire (Estados Unidos), siendo nombrada así en 1974 en honor de Robert W. Whitmore, recolector de minerales estadounidense. Un sinónimo es su clave: IMA1974-009.

## Características químicas
Es un fosfato-hidróxido hidratado de hierro, que cristaliza en el sistema cristalino monoclínico. Es el fosfato análogo de la bendadaíta (Fe2+Fe23+(AsO4)2(OH)2 ·4H2O), arsenato isoestructural con la whitmoreíta. Además de los elementos de su fórmula, suele llevar como impureza manganeso.

## Formación y yacimientos
Se encuentra como mineral secundario en un complejo zonado de rocas pegmatitas de tipo granito, en el que se forma como producto por alteración hidrotermal de trifilita eb cavidades en el cuarzo de la roca. Suele encontrarse asociado a otros minerales como: siderita, trifilita, ludlamita, strunzita, laueíta, beraunita, mitridatita, ushkovita u óxidos de hierro-manganeso.